# Oleg Khorjan
Oleg Olegovich Khorzhan (russe : Олег Олегович Хоржан; roumain : Oleg Olegovici Horjan; 30 juin 1976 - 16 juillet 2023) est un homme politique transnistrien, président du Parti communiste de Transnistrie jusqu'en mai 2018 et membre du Conseil suprême de Transnistrie de 2010 à 2018.

## Origines
Oleg Olegovich Khorzhan est né le 30 juin 1976 dans la ville de Camenca, en république socialiste soviétique de Moldavie qui appartenait alors à l'Union soviétique.

## Carrière

### Premiers travaux
Khorzhan travaille à l'hôpital militaire de Dubăsari après la fin de la guerre de Transnistrie en juillet 1992. À l'âge de 18 ans, il rejoint le parti communiste local et joue un rôle actif dans la reconstruction son l'aile jeunesse. En avril 1995, il est élu au conseil municipal de Tiraspol. De 1997 à 2000, il est président de la commission juridique du Parlement. Khorzhan reçoit ensuite un diplôme honorifique du conseil municipal pour son travail.

### Années 2000
Il rejoint le Parti communiste de Transnistrie (PKP) nouvellement créé en mai 2003 ; il en est élu président après l'emprisonnement du chef initial du parti.
Khorzhan est arrêté et détenu en mars 2007 pour avoir organisé une manifestation à Tiraspol contre la hausse des prix et des impôts. Il est ensuite condamné à un an et demi de probation.

### Années 2010
Khorzhan est le premier candidat du PKP à être élu au Conseil suprême lors des élections parlementaires de 2010. Au cours de son premier mandat, il prend part à la commission de l'éducation, de la science et de la culture.
Khorzhan se présente à l' élection présidentielle de 2011 en tant que candidat indépendant, mais avec le soutien du PKP. Il arrive quatrième avec 5,09 % des voix.
Le président de la République Evgueni Chevtchouk décerne à Khorzhan la médaille « Pour la valeur du travail » à l'occasion de l'anniversaire de la fondation de la Transnistrie en 2014.
Khorzhan reçoit un diplôme honorifique du Parlement de l'Ossétie du Sud en reconnaissance de ses efforts dans le développement et le renforcement des relations entre la Transnistrie et l'autre république séparatiste d'Ossétie du Sud. Khorzhan reçoit également l'Ordre de la Valeur du Parti par le Parti communiste de la fédération de Russie pour son travail à Moscou .
Lors des élections parlementaires de 2015, Khorzhan est réélu en prenant la première place dans la circonscription n° 40 avec 43,62 % des voix,.
Khorzhan se présente à nouveau à l'élection présidentielle de 2016, cette fois en tant que candidat du PKP. Il obtient 3,17 % des voix et se classe troisième.

### Arrestation et emprisonnement en 2018
Le 2 juin 2018, Khorzhan tient un rassemblement à Tiraspol au cours duquel certains participants sont arrêtés par la police. Plus tard en soirée, Khorzhan se rend dans l'immeuble des affaires internes de la ville pour y rencontrer le directeur et se porter garant pour obtenir la libération des détenus. Les policiers l'empêchent d'entrer dans l'immeuble et une altercation a lieu. Khorzhan rédige ensuite une déclaration à la police, dénonçant ses actions comme une usage disproportionné de la force et une violation de ses droits en tant que membre du Conseil suprême. En retour, sur recommandation du procureur en chef Anatoly Guretsky, Khorzhan se fait retirer son immunité parlementaire et est arrêté le 6 juin 2018. D'autres membres du parti avaient auparavant été arrêtées à Khorzhan, notamment son épouse, son fils, et le représentant au Conseil municipal de Tiraspol Alexander Samoniy. L'arrestation de Khorzhan est immédiatement condamnée par les membres de l'UPC–CPSU, qui la dénoncent comme illégale et politiquement motivée.
Le 3 novembre 2018, la Cour suprême de Transnistrie reconnait Khorzan coupable d’agression contre les forces de l’ordre et le condamne à quatre ans et demi de prison. Il est également condamné à payer une lourde amende. Le président moldave Igor Dodon exprime son désaccord avec la décision et exhorte le bureau du procureur moldave à réagir, mais aucune mesure n'est prise par ce dernier.
Khorzhan est libéré de prison le 6 décembre 2022 après avoir purgé la totalité de la peine.

## Assassinat
Dans la nuit du 16 juillet 2023, Khorzhan est retrouvé mort dans son bureau, après avoir apparemment été assassiné. Le décès est rapporté comme étant dû à de multiples blessures par arme blanche et des rapports non vérifiés indiquent que Khorzhan a également été abattu au moyen d'une arme à feu. Le corps de Khorzhan est découvert par sa femme, allongé à côté d'un coffre-fort vide.

### Enquête
Le leader du Congrès civil, Mark Tkachuk, écrit sur le meurtre de Khorzhan sur les réseaux sociaux. Le chef du PCFR, Guennadi Ziouganov, exige une enquête sur le meurtre de Khorjan,. Aucune arrestation n'a été effectuée en lien avec ce meurtre.[réf. nécessaire]

## Vie personnelle
Khorzhan est marié et a deux fils.